# Paulianaphis madagascariensis
Paulianaphis madagascariensis är en insektsart som beskrevs av Essig 1957. Paulianaphis madagascariensis ingår i släktet Paulianaphis och familjen långrörsbladlöss. Inga underarter finns listade i Catalogue of Life.